# Ortaköy, Mut
Ortaköy là một xã thuộc huyện Mut, tỉnh Mersin, Thổ Nhĩ Kỳ. Dân số thời điểm năm 2011 là 228 người. Dân cư của khu định cư này có nguồn gốc từ Abdal và họ là người Hồi giáo Alevi.